# Robert M. Hanson
Pour les articles homonymes, voir Hanson.
Robert Murray Hanson est un as américain de la Seconde Guerre mondiale né le 4 février 1920 à Lucknow et mort au combat le 3 février 1944 en Nouvelle-Irlande.
Il reçoit la Medal of Honor à titre posthume.

## Distinctions
- Medal of Honor (États-Unis)